# Бојан Михајловић (фудбалер, 1988)
Бојан Михајловић (Фоча, 15. септембар 1988) босанскохерцеговачки је фудбалер српског порекла. Висок је 180 центиметра и игра на позицији одбрамбеног играча.
До сада је наступао је за следеће клубове: ФК Сутјеска Фоча, ФК Дрина Зворник, ФК Ујпешт, ФК Банантс и ФК Ислоч Минск.

## Каријера

### Клупска
Своју фудбалску професионалну каријеру, Бојан Михајловић, је започео у клубу Сутјеска у родној Фочи. Први професионални уговор је потписао са Дрином из Зворника у коме остаје једну сезону, до 2011. године, у којој је забележио 27 наступа и један гол за екипу. Након Дрине, Михајловић одлази у мађарски фудбалски клуб Ујпешт из истоименог града и потписује четворогодишњи уговор, у клубу је укупно забележио 39 наступа и постигао један гол. 2015. године одлази у Јерменију и потписује за фудбалски клуб Банантс из Јеревана, за екипу је постигао један гол и забележио укупно 14 наступа. Након Банантса, Михајловић 2016. године одлази у белоруски фудбалски клуб Ислоч из Минска, у клубу је укупно забележио 15 наступа.